# Burgkirche Posterstein

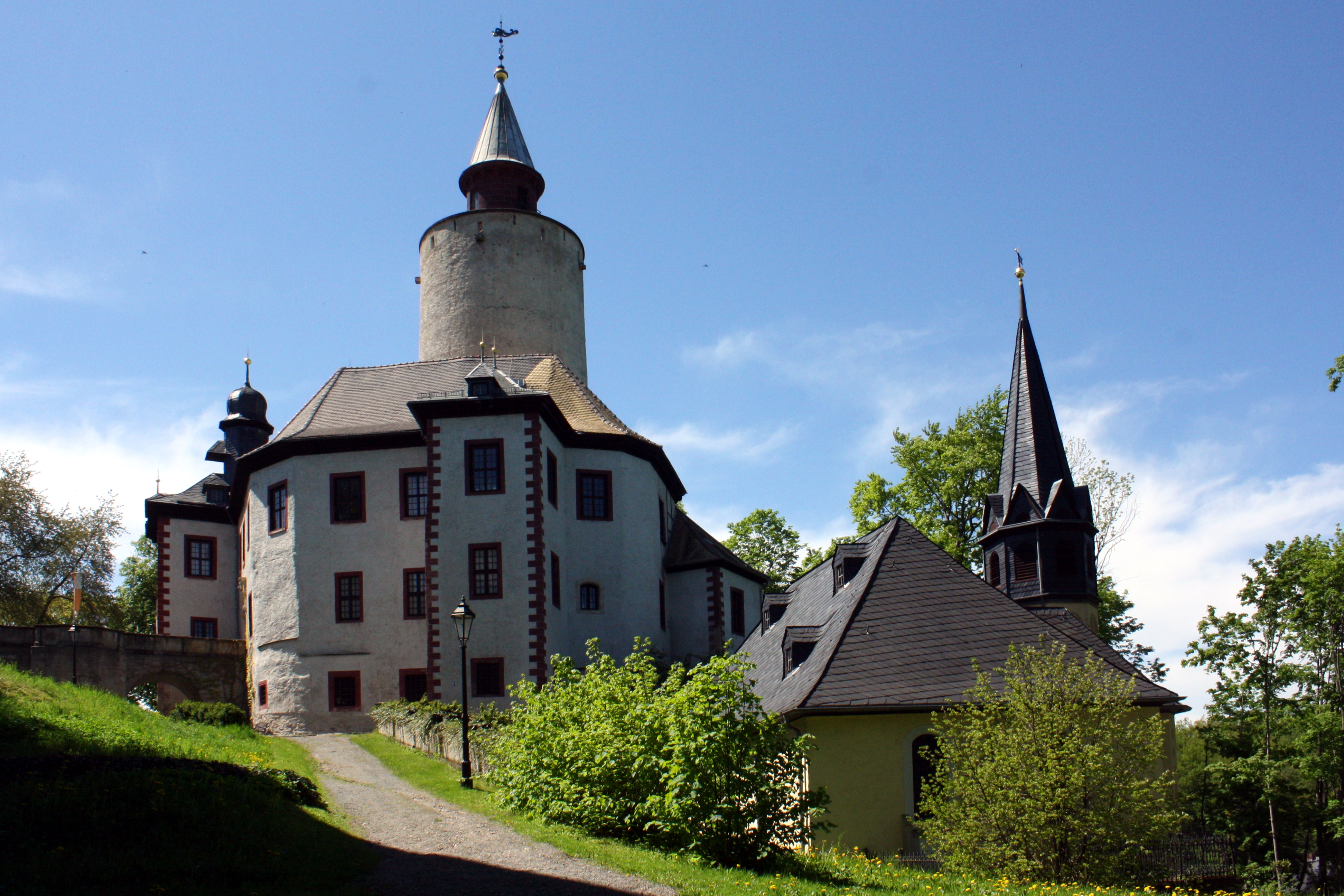
Burg und Kirche

Die Burgkirche Posterstein ist eine in der zweiten Hälfte des 16. Jahrhunderts errichtete evangelische Kirche in Posterstein im ostthüringischen Altenburger Land. Sie gehört der Evangelisch-Lutherischen Kirchgemeinde Nöbdenitz.

## Geschichte

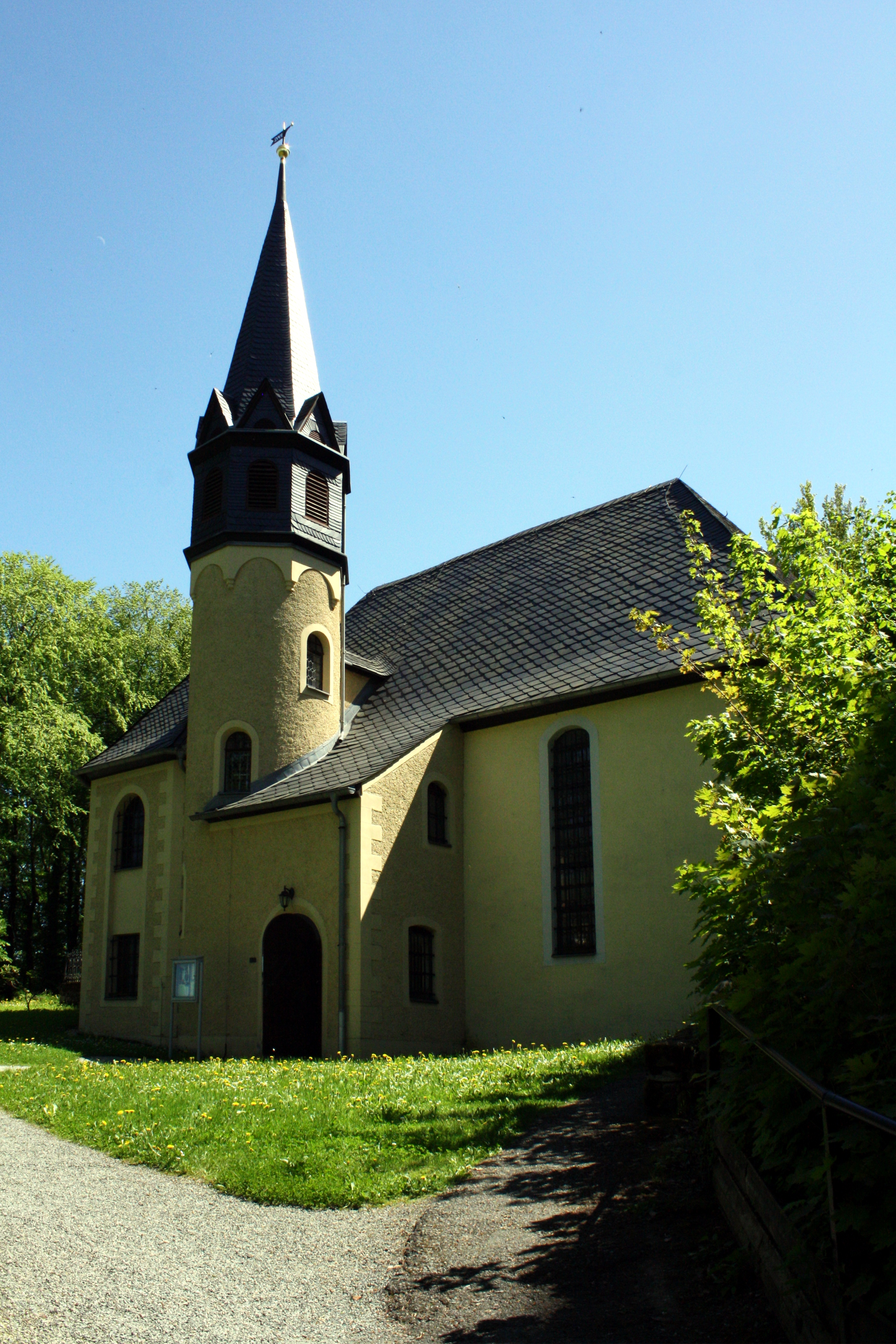
Kirche von Nordwesten

Die Adeligen der Burg Posterstein stammten aus dem nah gelegenen Nöbdenitz und besuchten deswegen auch dort die Kirche. In der zweiten Hälfte des 16. Jahrhunderts wurde jedoch die Burgkirche Posterstein als Filialkirche der Nöbdenitzer im spätgotischen Stil errichtet. Die Kirche erhielt 1689 eine barocke Innenausstattung aus hölzernem Schnitzwerk. Im Jahr 1901 wurde die Burgkirche stark umgebaut, so wurde der Glockenturm neuerrichtet und eine Sakristei hinzugefügt. Des Weiteren wurde eine Empore im Kircheninneren errichtet, auf der sich auch die aus dieser Zeit stammende Orgel befindet. Im Jahr 2008 wurden bei archäologischen Grabungen mehrere Gräber entdeckt.

## Schnitzwerk
Über die genauen Umstände der Entstehung des reich verzierten barocken Schnitzwerkes ist nichts bekannt. Einziger Anhaltspunkt ist der eingeschnitzte Name Johannis Hopf mit der Jahreszahl 1689. Zu dem Werk aus Lindenholz gehören der Altar, die Kanzel und die Patronatsloge. Dargestellt werden typisch barocke Elemente wie Engel und die Wappen des damaligen Burgherren Georg Dietrich von Pflugk und seiner Gemahlin. Einer Legende zufolge war Johannis Hopf ein Müller, der wegen eines Verbrechens zum Tode verurteilt und im Kerker der Burg eingesperrt wurde. Dort soll er die Schnitzarbeiten angefertigt haben. Zum Dank wurde sein Todesurteil in lebenslange Haft umgewandelt.

## Varia
- Am 5. August 2018 sendete der Radiosender MDR Kultur den Gottesdienst aus der Kirche als Direktübertragung und machte so überregional auf den Sakralbau und die Kirchgemeinde aufmerksam.[1]

## Galerie

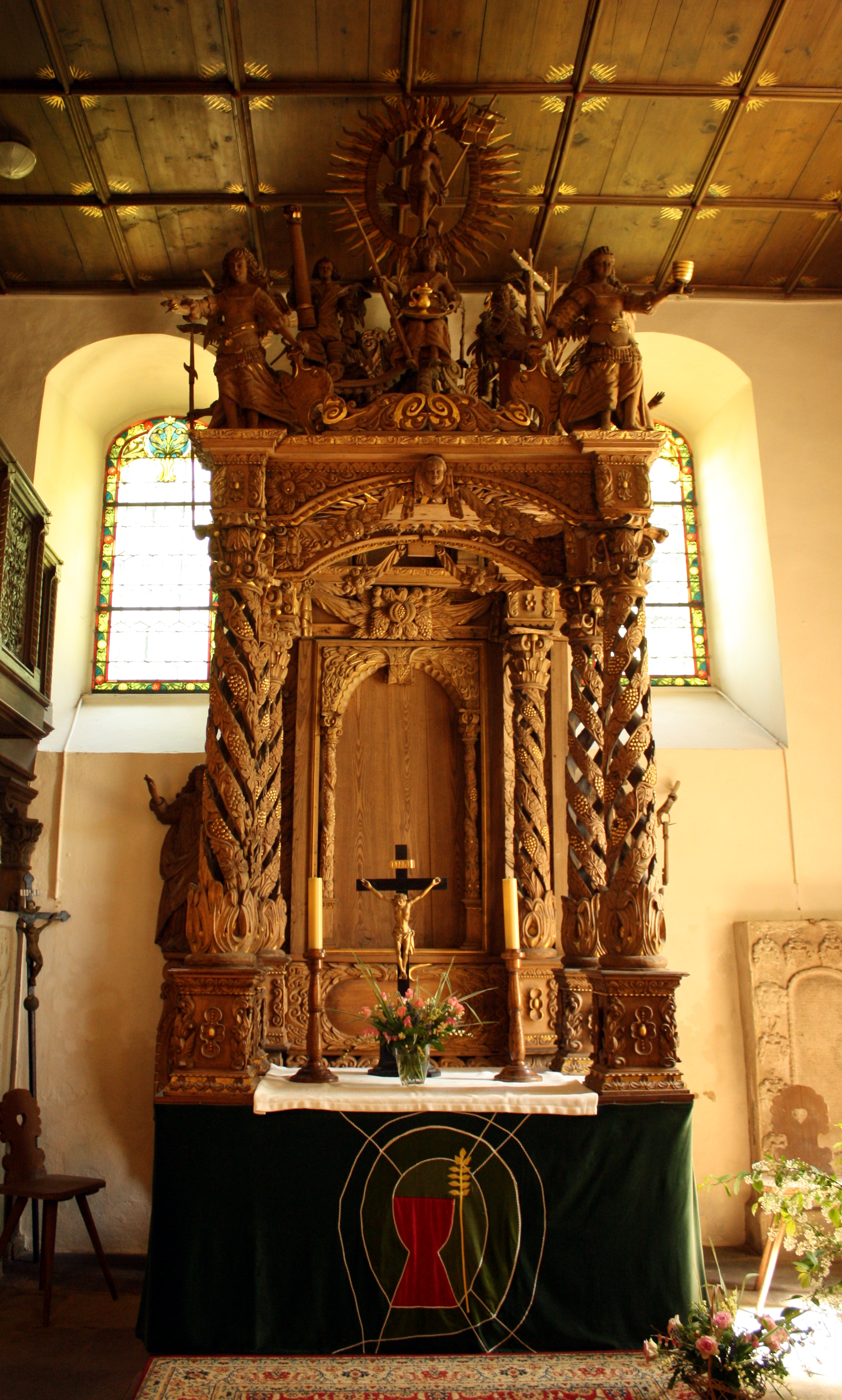
Altar
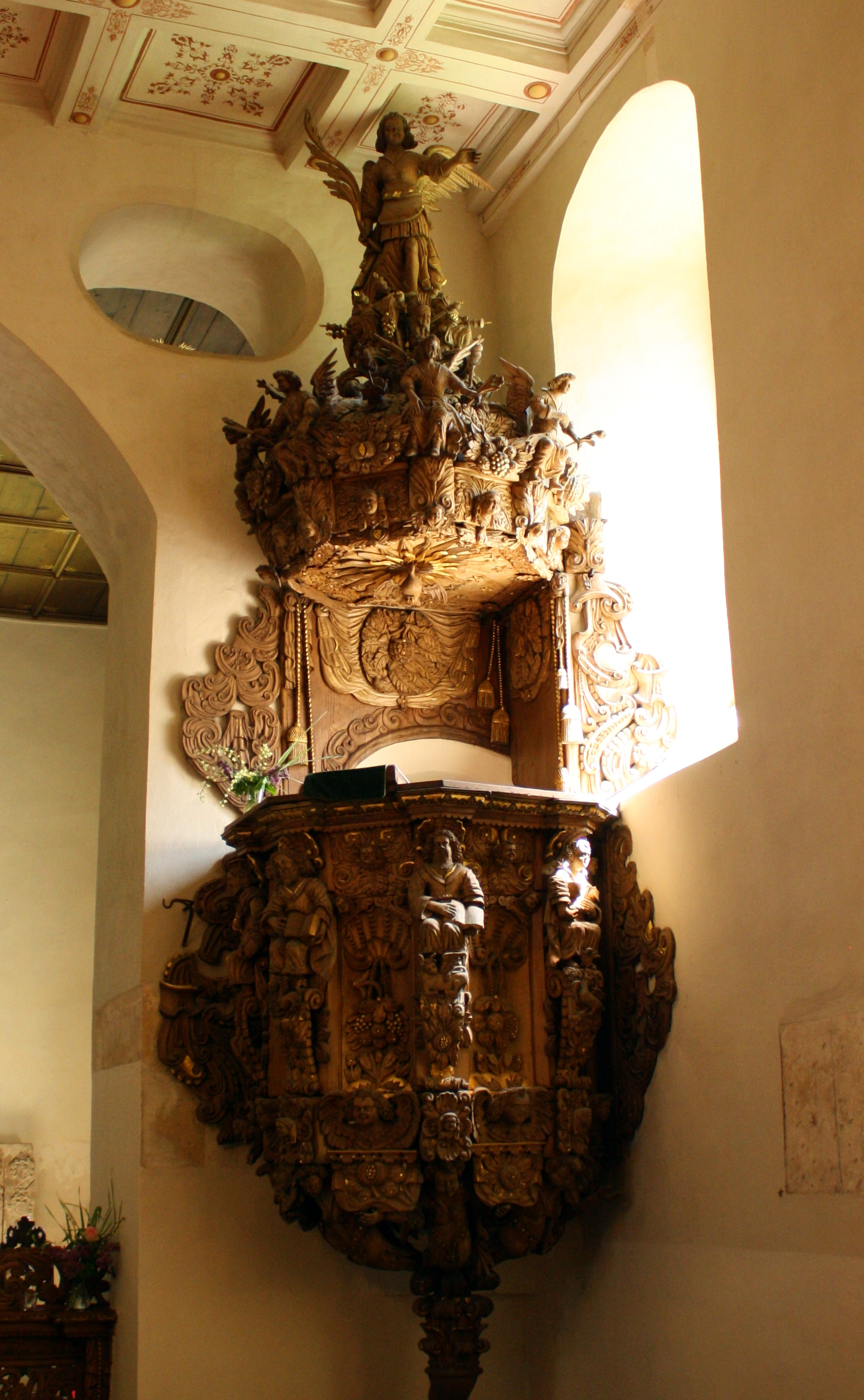
Kanzel
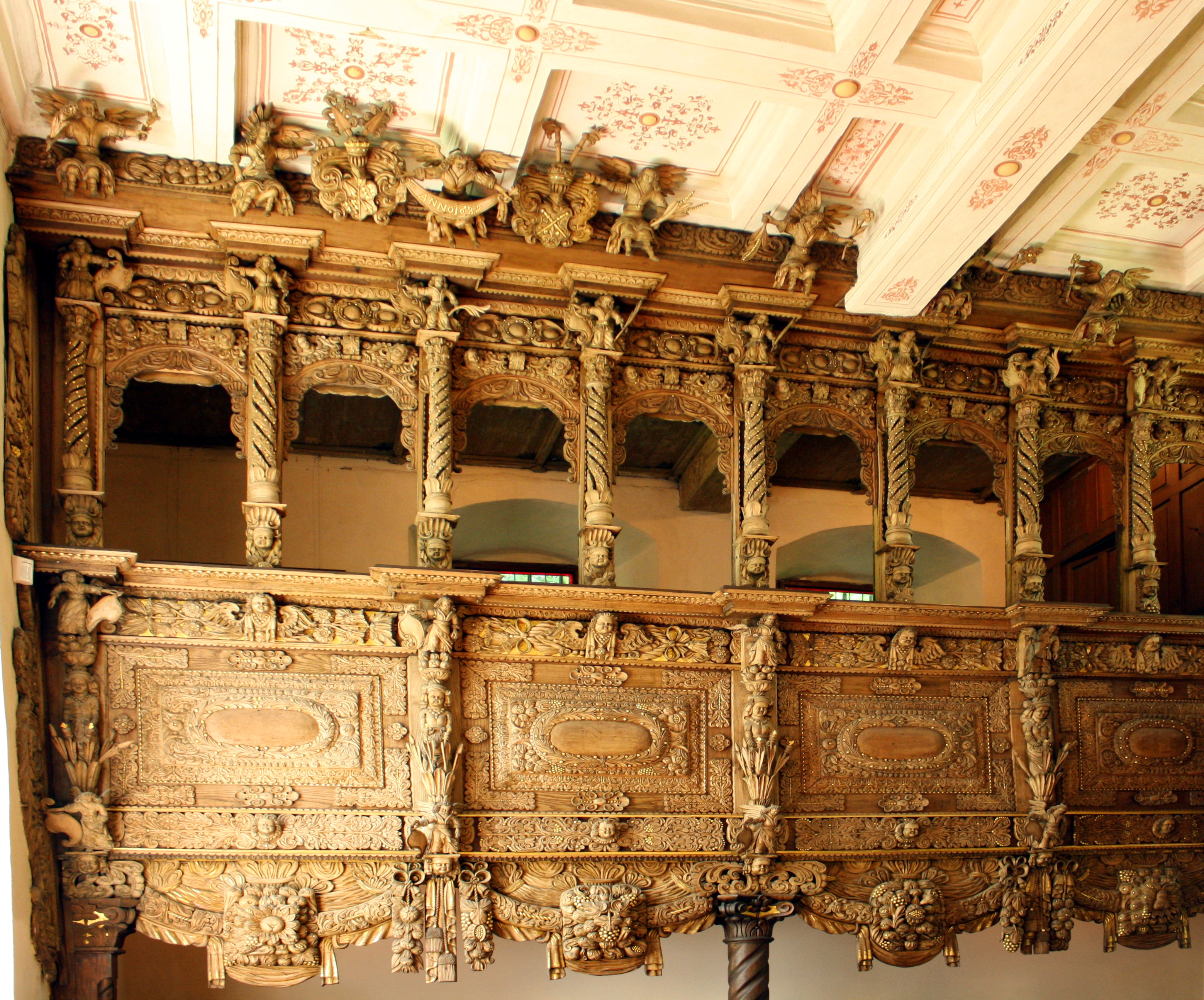
Patronatsloge
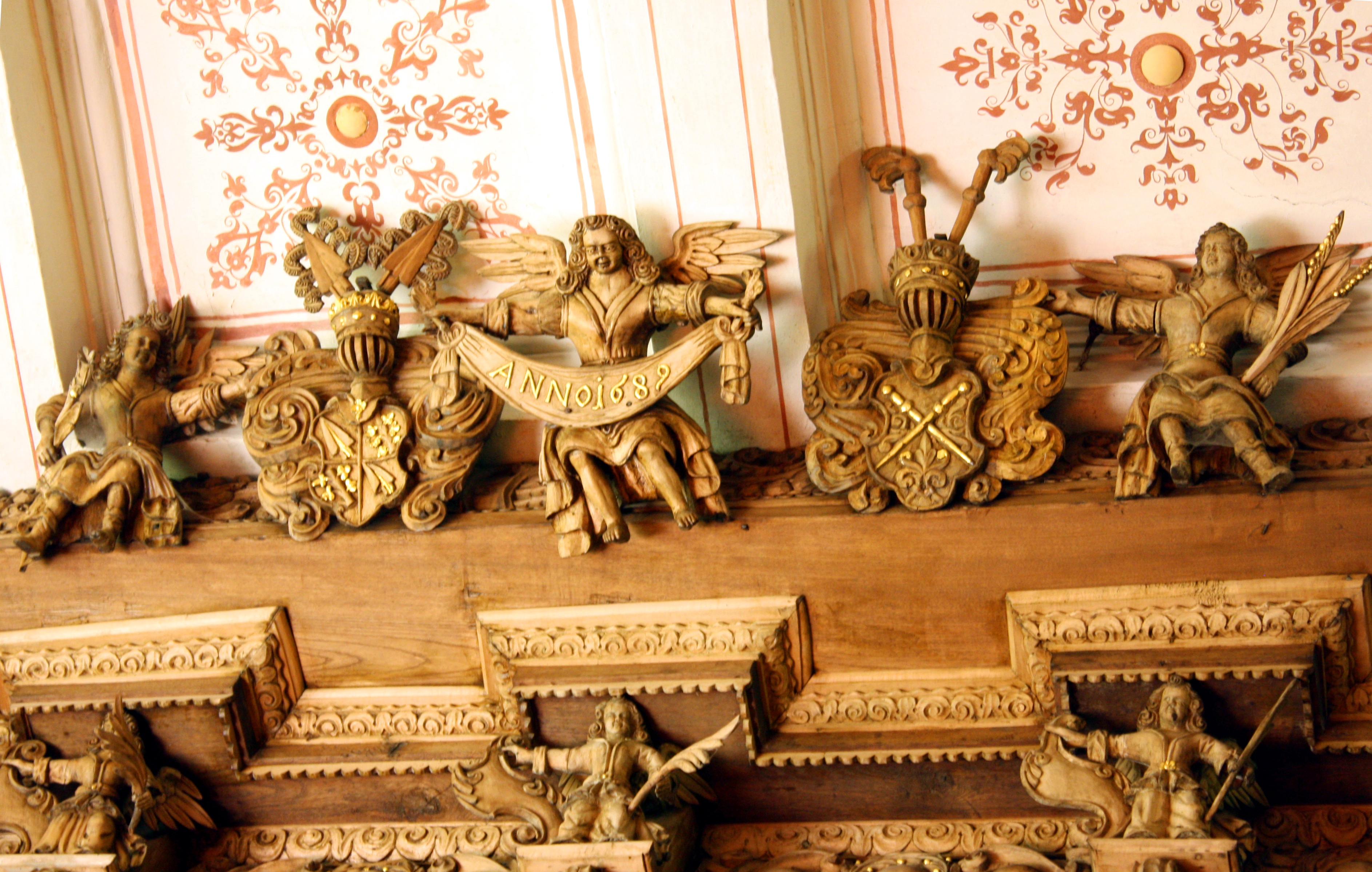
Schnitzwerk mit Jahreszahl
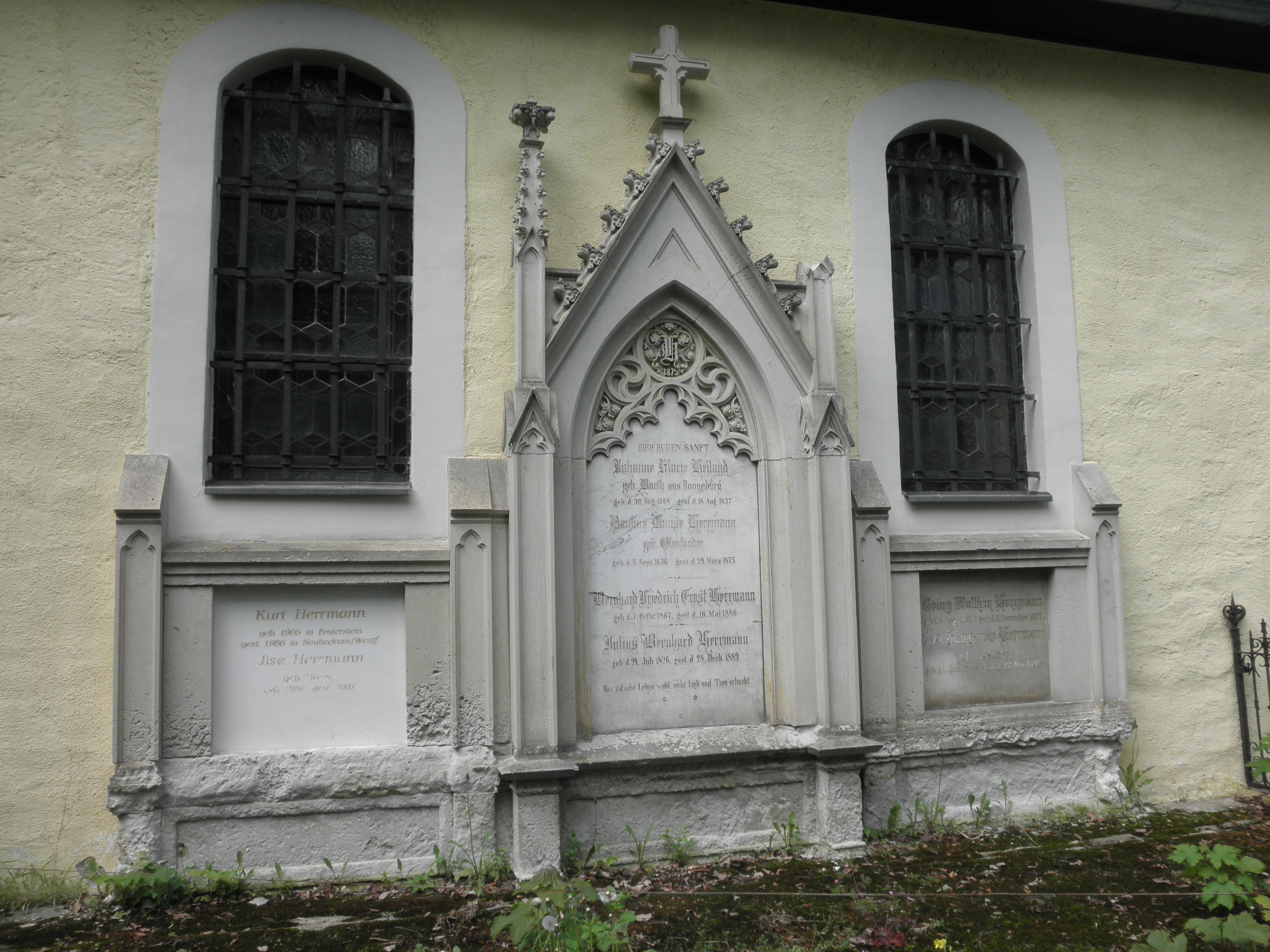
Erbbegräbnis Familie Herrmann